# Everson Griffen
(en) Statistiques sur pro-football-reference
Everson Griffen, né le 22 décembre 1987 à Avondale, est un joueur américain de football américain.
Ce defensive end joue pour les Vikings du Minnesota en National Football League (NFL) depuis 2020.

## Statistiques
| Saison        | Équipe        | Match | Plaqué | Solo | Assist | Sack | Safety | Passe défendue | Int | TD | FF |
| ------------- | ------------- | ----- | ------ | ---- | ------ | ---- | ------ | -------------- | --- | -- | -- |
| 2010          | MIN           | 11    | 10     | 10   | 0      | 0    | 0      | 0              | 0   | 0  | 0  |
| 2011          | MIN           | 16    | 21     | 15   | 6      | 4    | 0      | 2              | 0   | 0  | 1  |
| 2012          | MIN           | 16    | 23     | 20   | 3      | 8    | 0      | 2              | 1   | 1  | 1  |
| 2013          | MIN           | 16    | 26     | 17   | 9      | 5.5  | 0      | 0              | 0   | 0  | 1  |
| 2014          | MIN           | 16    | 54     | 38   | 16     | 12   | 0      | 3              | 0   | 0  | 1  |
| 2015          | MIN           | 15    | 36     | 26   | 10     | 10.5 | 0      | 4              | 0   | 0  | 1  |
| 2016          | MIN           | 16    | 48     | 36   | 12     | 8    | 0      | 1              | 0   | 0  | 2  |
| 2017          | MIN           | 15    | 44     | 30   | 14     | 13   | 0      | 1              | 0   | 0  | 3  |
| 2018          | MIN           | 11    | 33     | 22   | 11     | 5.5  | 0      | 1              | 0   | 0  | 0  |
| Total 2010-18 | Total 2010-18 |       | 312    | 231  | 81     | 66,5 | 0      | 14             | 1   | 1  | 10 |